# قطعنامه ۱۶۱۱ شورای امنیت
قطعنامه ۱۶۱۱ شورای امنیت سازمان ملل متحد که در تاریخ ۰۷ جولای ۲۰۰۵ تصویب شد، سندی بین‌المللی دربارهٔ تهدید صلح و امنیت بین‌الملل ناشی از اقدامات تروریستی است. این قطعنامه طی نشست ۵۲۲۳ام با ۱۵ رای موافق، ۰ مخالف و ۰ ممتنع تصویب شد.